# Beuron
Beuron är en Kommun (Gemeinde) i Landkreis Sigmaringen i delstaten Baden-Württemberg i Tyskland. Folkmängden uppgår till cirka 700 invånare, på en yta av 35 kvadratkilometer. Kommunen består av ortsdelarna (tyska Ortsteile) Beuron, Hausen im Tal, Langenbrunn, Neidingen och Thiergarten. 
Kommunen ingår i kommunalförbundet Sigmaringen tillsammans med staden Sigmaringen och kommunerna Bingen, Inzigkofen, Krauchenwies och Sigmaringendorf.
Orten är främst känt för sitt benediktinerkloster, grundat omkring 1080. Klostret sekulariserades 1802 men återställdes 1862-1863 och inrättades som benediktinkloster av Maurus och Placidus Wolter 1887. Maurus utnämndes 1887 till den av honom bildade Beuronerkongregationens ärkeabbot. Till denna kongregationer hör bland annat Maria Laach i Tyskland, Maredsous och Louvain i Belgien. Beuronerkongregationens medlemmar har främst ägnat sig åt vetenskap och konst, särskilt märks dess forskningar angående liturgi och kyrkomuisk. Från Maredsous utges Révue bénédictine.